# Лопатино (Волжский район)
Лопа́тино — село в Волжском районе Самарской области России. Административный центр сельского поселения Лопатино.

## География
Село находится в центральной части Самарской области, в пределах Низкого Заволжья, в лесостепной зоне, к востоку от автодороги А300, на расстоянии примерно 4 км (по прямой) к юго-юго-востоку (SSE) от города Самара, административного центра района. Абсолютная высота — 42 м над уровнем моря.
Климат
Климат характеризуется как континентальный, с морозной зимой и продолжительным тёплым летом. Среднегодовая температура — 4,4 — 4,8 °C. Среднегодовое количество атмосферных осадков колеблется в диапазоне от 483 мм до 504 мм. Снежный покров в течение 140−160 дней.
Часовой пояс
Село Лопатино, как и вся Самарская область, находится в часовой зоне МСК+1. Смещение применяемого времени относительно UTC составляет +4:00.

## Население
| 2010 |
| ---- |
| 1144 |

Половой состав
По данным Всероссийской переписи населения 2010 года, в гендерной структуре населения мужчины составляли 49,6 %, женщины — соответственно 50,4 %.
Национальный состав
Согласно результатам переписи 2002 года, в национальной структуре населения русские составляли 69 % из 619 чел.